# ویبول
ویبول (انگلیسی: Webull) شرکت خدمات مالی آمریکایی است، که در سال ۲۰۱۷ تأسیس شد. این شرکت یک هلدینگ است که در جزایر کیمن ثبت شده و دفتر مرکزی آن در نیویورک است. شرکت‌های تابعه آن یک پلت فرم معاملات الکترونیکی را اجرا می‌کنند و معاملات سهام و ارزهای دیجیتال را ارائه می‌دهد
این شرکت در مقاله The Young and The Invested به عنوان یکی از ۱۱ برنامه برتر سرمایه گذاری خرد معرفی شد